# Tavoliere delle Puglie
Il Tavoliere delle Puglie è un vasto territorio dell'Italia meridionale, in larga parte pianeggiante, con affaccio sul golfo di Manfredonia e con presenza anche di laghi, stagni o paludi (nella bassa pianura, lungo la fascia costiera), nonché di dossi e modeste alture (principalmente alle falde dell'Appennino). Situato nel nord della Puglia, è la più vasta pianura d'Italia dopo la Pianura Padana.
Posto tra i monti Dauni a ovest, la valle del Fortore a nord, il promontorio del Gargano e il mare Adriatico a est, e la valle dell'Ofanto a sud, costituisce geologicamente una pianura di sollevamento derivata da un preistorico fondo marino. Il Tavoliere delle Puglie si estende nella provincia di Foggia e, in minima parte, nella provincia di Barletta-Andria-Trani per circa 3000 km².
Il nome "Tavoliere di Puglia" nel basso medioevo indicava l'insieme dei terreni demaniali destinati alla transumanza e come tali soggetti alla giurisdizione della dogana della mena delle pecore; il suo nome potrebbe infatti derivare dalle tavole censuarie (in latino tabularium, in francese tablier, in provenzale taulièr, in catalano tauler) ossia dai registri sui quali erano annotati i fondi terrieri doganali adibiti al pascolo autorizzato.
Il clima mostra caratteri sub-continentali. In inverno il Tavoliere è talvolta soggetto alle gelate e, in qualche caso, alle esondazioni del fiume Cervaro, del torrente Carapelle e di numerosi altri corsi d'acqua (in gran parte confluenti nel Candelaro); d'estate, invece, tutta l'area è spesso segnata dalla siccità con frequenti ondate di calore.

## Storia

Tavoliere delle Puglie e Gargano visti da una collina di Ascoli Satriano nel Subappennino dauno

(attribuita a Federico II di Svevia)
In epoca romana l'Apulia era celebre per le sue colture cerealicole. In epoca medievale però, abbandonata la regolamentazione fluviale e cessata in larga parte l'attività agricola, il Tavoliere delle Puglie fu per secoli infestato dalla malaria, frequentato solo d'inverno quale terra di pascolo per le greggi che poi, d'estate, seguendo antichi tratturi e tratturelli, raggiungevano i pascoli in altura sugli Appennini.
A partire dal XX secolo, soprattutto dopo un'intensa attività di bonifica in epoca fascista, la pianura è intensamente coltivata. Oltre al frumento, ai legumi, alla barbabietola e al pomodoro, spiccano oliveti e vitigni che consentono la produzione di oli e vini pregiati, fregiantisi di marchio DOP e DOC.

## Geografia

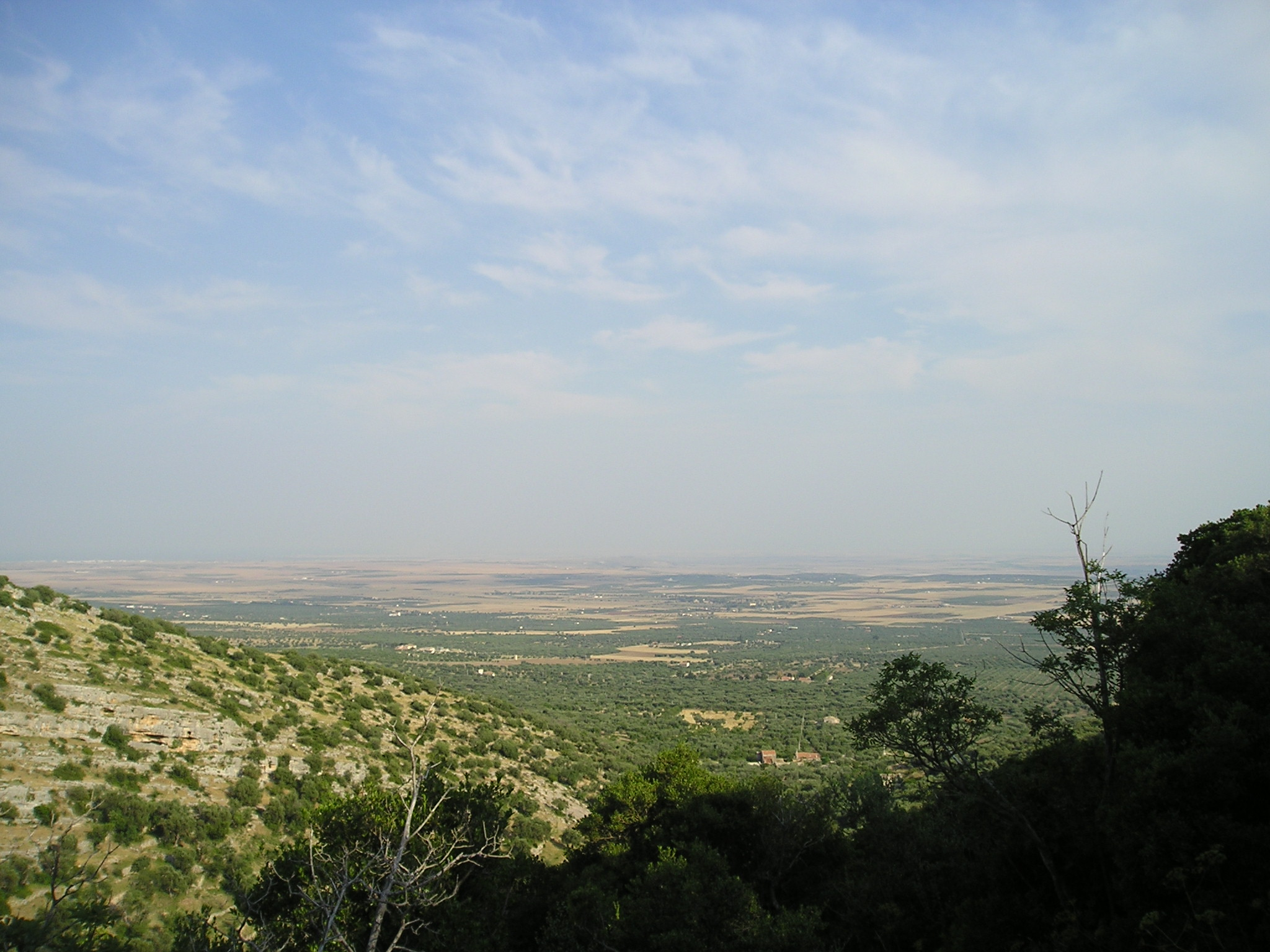
Il Tavoliere delle Puglie visto dalla località Le Coppe presso San Giovanni Rotondo, nel Gargano

Lungo la fascia costiera del Tavoliere si estendono alcune zone umide (tra cui il lago Salso, alimentato dal Cervaro) mentre nell'entroterra emergono vaste aree in debole rilievo, per lo più ricollegabili al Subappennino (la collina più alta è il Monte Carpinelli, presso Ascoli Satriano, 506 m s.l.m.).
Il Tavoliere delle Puglie propriamente detto è inoltre diviso in due aree geografiche più o meno distinte: l'alto Tavoliere e il basso Tavoliere. La suddivisione si rende opportuna per le differenze geomorfologiche e pedologiche che caratterizzano le due zone, che pure presentano alcuni caratteri in comune come ad esempio la modesta piovosità (400–600 mm annui) e l'altrettanto scarsa presenza di boschi o foreste.
L'alto Tavoliere (150-300 m s.l.m.) è contraddistinto da un'alternanza di terrazze (o, talvolta, di modeste dorsali) e da ampie valli fluviali con orientamento sud-ovest/nord-est (ossia discendenti dai Monti della Daunia verso il Gargano); in quest'area i terreni presentano una buona capacità drenante mentre il clima è di tipo continentale con estati calde ma non afose e inverni piuttosto freddi con sporadiche nevicate.
Il basso Tavoliere presenta, invece, zone a morfologia pianeggiante o solo debolmente ondulata con pendenze deboli e quote che non superano i 150 metri, mentre il clima è di tipo sub-mediterraneo con estati più calde e inverni meno rigidi, tanto che la neve vi compare assai più di rado.
Accanto alla divisione di tipo geografico-geologico, con "alto Tavoliere" si intende talvolta (sia pur impropriamente) la parte settentrionale della pianura, con "basso Tavoliere" quella meridionale, benché nessun elemento naturale separi nettamente i due settori Nord e Sud.

### Elenco dei comuni del Tavoliere delle Puglie

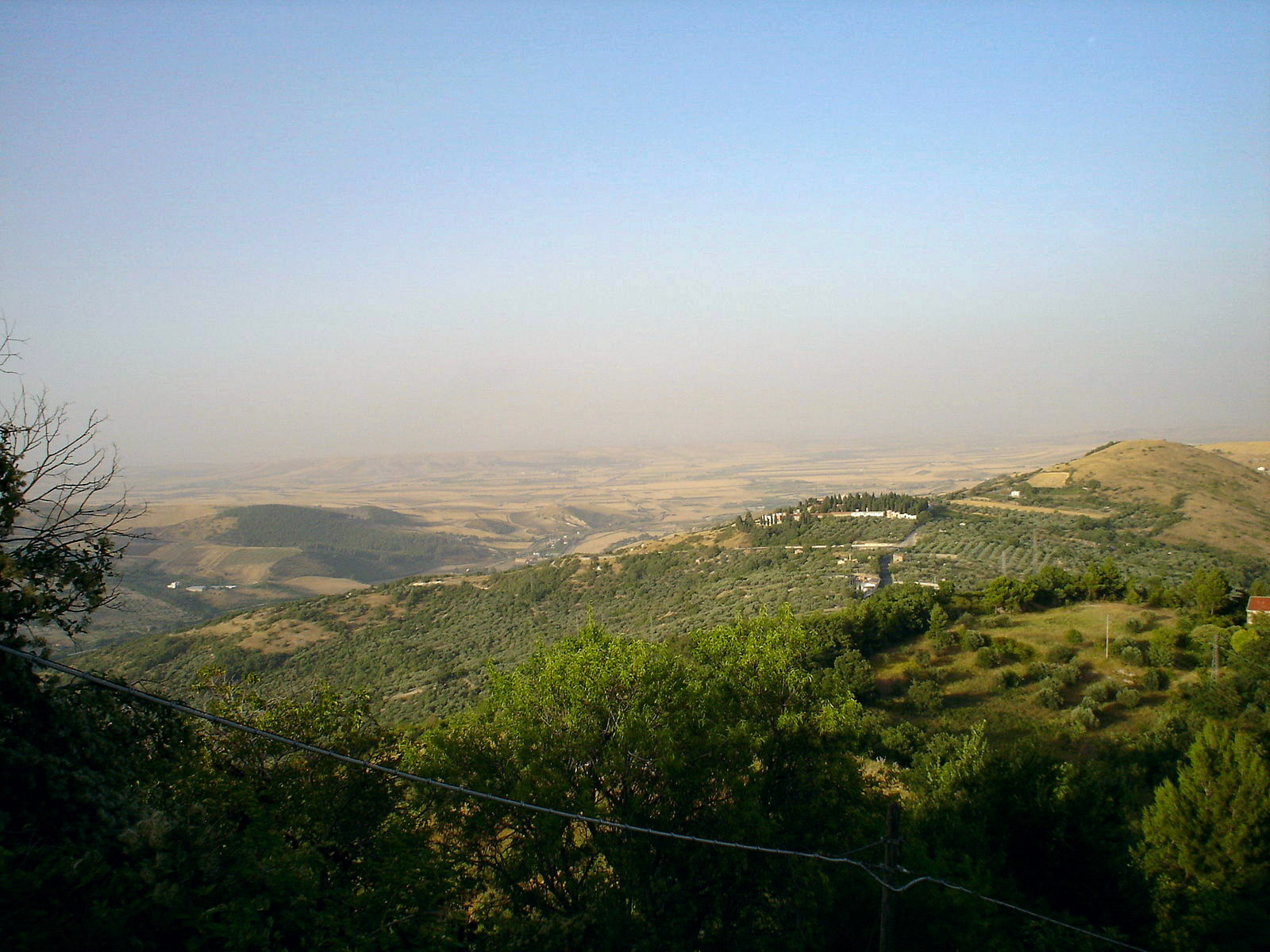
Il Subappennino e il Tavoliere osservati dal borgo di Bovino, nei Monti della Daunia

Quasi tutti i comuni del Tavoliere appartengono alla provincia di Foggia; fanno eccezione Margherita di Savoia, San Ferdinando di Puglia e Trinitapoli che nel corso degli anni 2000 se ne sono staccati per aggregarsi così alla nuova provincia di Barletta-Andria-Trani.
Comuni situati nell'alto Tavoliere (in senso geo-morfologico), da nord verso sud:
- Apricena
- Poggio Imperiale
- San Paolo di Civitate
- Torremaggiore
- Lucera
- Troia
- Castelluccio dei Sauri
- Ascoli Satriano

Comuni situati nel basso Tavoliere (in senso geo-morfologico), da ovest verso est:
- San Severo
- Foggia
- Ordona
- Carapelle
- Orta Nova
- Stornarella
- Stornara
- Cerignola
- Zapponeta
- San Ferdinando di Puglia
- Trinitapoli
- Margherita di Savoia

Inoltre, i comuni appenninici di Castelnuovo della Daunia, Pietramontecorvino, Alberona, Biccari, Orsara di Puglia, Bovino, Deliceto e Candela, pur facendo parte dei Monti della Daunia, possiedono alcune frange di territorio nell'alto Tavoliere (ad esempio le località Dragonara, Tertiveri, Giardinetto, Radogna, Catenaccio, Palino).
Analogamente i comuni garganici di  Lesina, Poggio Imperiale, Apricena, Rignano Garganico, San Marco in Lamis, San Giovanni Rotondo e Manfredonia possiedono porzioni di territorio nell'area del basso Tavoliere (ad esempio le frazioni Ripalta, Amendola, Fonterosa, Paglia, Mezzanone, e Sciali).
Nel caso di Apricena, di Poggio Imperiale e di Lesina, i loro territori si trovano “a cavallo” tra area del Tavoliere ed area settentrionale garganica (ma solo in parte fanno parte del Gargano, non totalmente) mentre gli altri comuni citati prima hanno qualche porzione del proprio territorio “sfociante” nell’area del Tavoliere.